# Louise Hay (mathématicienne)
Pour les articles homonymes, voir Hay.
Ne pas confondre avec l'écrivain américain Louise Hay.
Louise Hay (14 juin 1935 - 28 octobre 1989) est une mathématicienne américaine. Elle a été membre fondatrice de l'Association for Women in Mathematics.

## Biographie et formation
Louise Hay, née Szmir naît à Metz le 14 juin 1935. Sa famille, d'origine juive polonaise, émigre à New York en 1946, après avoir les deux années précédentes réfugiée en Suisse afin d'échapper à la Seconde Guerre mondiale et à l'holocauste. La famille décide alors de changer l'orthographe de leur nom et adoptent la graphie « Schmir ».
Louise Hay étude au lycée William Taft, dans le Bronx, avant de poursuivre des études de mathématiques au Swarthmore College. Elle y entre grâce à l'investissement de son professeur, qui lui indique comment obtenir une bourse d'études via la participation au Westinghouse Talent Search.
Elle travaille pendant ses études, d'abord, lors de l'été 1952, au National Bureau of Standards où elle apprend la programmation, puis à temps partiel au Moore School of Electrical Engineering.
Diplômée en 1956, et entre-temps mariée, elle poursuit ses études à l'Université Cornell, où elle obtient une maîtrise en 1959. 
Elle interrompt son doctorat pour suivre son mari à Oberlin, puis reprend ses recherches à la suite de la lecture de l'ouvrage d'Emil Artin sur l'algèbre géométrique ainsi qu'une discussion avec la mathématicienne Hanna Neummann.
Elle se sépare de son mari en 1968, puis se remarie en 1970 avec le mathématicien Richard Larson.

## Carrière
D'abord intéressée par la géométrie non-euclidienne et
Son mémoire de maîtrise, qu'elle passe alors qu'elle enseigne alors à Mount Holyoke College. s'intitule An Axiomatization of the Infinitely Many-Valued Predicate Calculus. 
Louise Hay prépare ensuite un doctorat en mathématiques à l'Université Cornell, terminant sa thèse sur la théorie de la récursivité en 1965, sous la direction d'Anil Nerode. Elle enseigne de nouveau au Mount Holyoke College, puis à l'Université de l'Illinois à Chicago à partir de 1968.
En 1980, Louise Hay est nommé Chef du Département de mathématiques, qui deviendra plus tard le Département de Mathématiques, Statistiques et Informatique, devenant à ce moment l'une des premières femmes à diriger un Département de recherche en mathématiques aux États-Unis. Elle resta à la tête de ce département jusqu'à son décès en 1989. 
Louise Hay est réputée dans le monde scientifique pour ses recherches en logique mathématique et en informatique théorique. Le Comité de l'Association pour les femmes en mathématiques a créé le « Prix Louise Hay » pour récompenser les contributions à l'enseignement des mathématiques.

## Sources
- Louise Hay, « How I became a mathematician », Newsletter of the Association for Women in Mathematics, 1989, p. 8-10)
- Robert I. Soare, « Louise Hay: 1935-1989 », Newsletter of the Association for Women in Mathematics, 1990, p. 3-4
- Rhonda Hughes, Fond Remembrances of Louise Hay, Newsletter of the Association for Women in Mathematics, 1990, p. 4-6)